# قهرمانی وزنه‌برداری جهان ۱۹۶۱
قهرمانی وزنه‌برداری جهان ۱۹۶۱ سی و ششمین دوره از رقابت‌های قهرمانی جهان می‌باشد که از ۲۰ تا ۲۵ سپتامبر ۱۹۶۱ در وین، اتریش برگزار گردید. در این دوره ۱۲۰ ورزشکار مرد از ۳۳ کشور رقابت کردند.

## خلاصه مدال‌ها
| رویداد               | طلا                                   | طلا      | نقره                                      | نقره     | برنز                                 | برنز     |
| خروس‌وزن ۵۶ ک‌گ        | ولادیمیر استوگوف · اتحاد جماهیر شوروی | ۳۴۵٫۰ ک‌گ | ایمره فولدی · مجارستان                    | ۳۴۵٫۰ ک‌گ | یوشینوبو میاکه · ژاپن                | ۳۳۷٫۵ ک‌گ |
| پر وزن ۶۰ ک‌گ         | آیساک برگر · ایالات متحده آمریکا      | ۳۶۷٫۵ ک‌گ | سباستیانو مانیرونی · ایتالیا              | ۳۵۷٫۵ ک‌گ | نقره مشترک                           |          |
| پر وزن ۶۰ ک‌گ         | آیساک برگر · ایالات متحده آمریکا      | ۳۶۷٫۵ ک‌گ | یوگنی مینایف · اتحاد جماهیر شوروی         | ۳۵۷٫۵ ک‌گ | نقره مشترک                           |          |
| سبک‌وزن ۶۷٫۵ ک‌گ       | والدمار باشانوفسکی · لهستان           | ۴۰۲٫۵ ک‌گ | Sergey Lopatin · اتحاد جماهیر شوروی       | ۴۰۰٫۰ ک‌گ | ماریان زیلینسکی · لهستان             | ۳۹۵٫۰ ک‌گ |
| میان‌وزن ۷۵ ک‌گ        | الکساندر کریونوف · اتحاد جماهیر شوروی | ۴۳۵٫۰ ک‌گ | Győző Veres · مجارستان                    | ۴۲۰٫۰ ک‌گ | Marcel Paterni · فرانسه              | ۴۰۵٫۰ ک‌گ |
| سبک سنگین‌وزن ۸۲٫۵ ک‌گ | رودولف پلیوکفلدر · اتحاد جماهیر شوروی | ۴۵۰٫۰ ک‌گ | Géza Tóth · مجارستان                      | ۴۳۲٫۵ ک‌گ | تامی کونو · ایالات متحده آمریکا      | ۴۳۰٫۰ ک‌گ |
| میان سنگین‌وزن ۹۰ ک‌گ  | ایرنئوش پالینسکی · لهستان             | ۴۷۵٫۰ ک‌گ | لوییس مارتین (وزنه‌بردار) · بریتانیای کبیر | ۴۶۲٫۵ ک‌گ | آرکادی ووروبیوف · اتحاد جماهیر شوروی | ۴۵۷٫۵ ک‌گ |
| سنگین‌وزن ۹۰+ ک‌گ      | یوری ولاسوف · اتحاد جماهیر شوروی      | ۵۲۵٫۰ ک‌گ | Richard Zirk · ایالات متحده آمریکا        | ۴۷۵٫۰ ک‌گ | Eino Mäkinen · فنلاند                | ۴۶۲٫۵ ک‌گ |

## جدول مدال‌ها
| رتبه           | کشور                | طلا | نقره | برنز | مجموع |
| -------------- | ------------------- | --- | ---- | ---- | ----- |
| ۱              | اتحاد جماهیر شوروی  | ۴   | ۲    | ۱    | ۷     |
| ۲              | لهستان              | ۲   | ۰    | ۱    | ۳     |
| ۳              | ایالات متحده آمریکا | ۱   | ۱    | ۱    | ۳     |
| ۴              | مجارستان            | ۰   | ۳    | ۰    | ۳     |
| ۵              | ایتالیا             | ۰   | ۱    | ۰    | ۱     |
| ۵              | بریتانیای کبیر      | ۰   | ۱    | ۰    | ۱     |
| ۷              | فرانسه              | ۰   | ۰    | ۱    | ۱     |
| ۷              | فنلاند              | ۰   | ۰    | ۱    | ۱     |
| ۷              | ژاپن                | ۰   | ۰    | ۱    | ۱     |
| مجموع (۹ کشور) | مجموع (۹ کشور)      | ۷   | ۸    | ۶    | ۲۱    |